# Партизанська армія вільного галісійського народу
Партизанська армія вільного галісійського народу (гал. Exército Guerrilheiro do Povo Galego Ceive, ісп. Ejército Guerrillero del Pueblo Gallego Libre) — іспанська (галісійська) ліворадикальна організація, створена членами галісійського народного фронту в 1986 році з метою національного визволення Галісії і створення соціалістичного суспільства в ній. Розгромлена поліцією в 1991 році.